# Song Dae-nam
Song Dae-Nam (kor. 송대남) (Yongin, Južna Koreja, 5. travnja 1979.) je južnokorejski judaš koji
se natječe u kategoriji do 90 kg. Judaš je na olimpijadi u Londonu 2012. postao olimpijski pobjednik pobijedivši kubanskog predstavnika Asleyja Gonzáleza.

## Olimpijske igre

### OI 2012. London
| London 2012.      | London 2012. | London 2012.     | London 2012.    |
| Protivnik         | Zemlja       | Uspjeh           | Natjecanje      |
| ----------------- | ------------ | ---------------- | --------------- |
| Juan Romero       | Urugvaj      | 1001:0; pobjeda  | 1. krug         |
| Elkhan Mammadov   | Azerbajdžan  | 11:0; pobjeda    | 2. krug         |
| Masashi Nishiyama | Japan        | 111:101; pobjeda | četvrtzavršnica |
| Tiago Camilo      | Brazil       | 112:12; pobjeda  | poluzavršnica   |
| Asley González    | Kuba         | 101:1; pobjeda   | završnica       |